# NGC 5835
NGC 5835 est une vaste galaxie spirale située dans la constellation du Bouvier. Sa vitesse par rapport au fond diffus cosmologique est de 8 081 ± 7 km/s, ce qui correspond à une distance de Hubble de 119,2 ± 8,3 Mpc (∼389 millions d'al). NGC 5835 a été découverte par l'astronome américain Lewis Swift en 1887.
La classe de luminosité de NGC 5835 est I.
En raison d'une brillance de surface égale à 14,39 mag/am2, on peut qualifier NGC 5835 de galaxie à faible brillance de surface (LSB en anglais pour low surface brightness). Les galaxies LSB sont des galaxies diffuses (D) avec une brillance de surface inférieure de moins d'une magnitude à celle du ciel nocturne ambiant.